# 고성 옥천사 청동시루
고성 옥천사 청동시루(固城 玉泉寺 靑銅시루)는 대한민국 경상남도 고성군 개천면 옥천사에 있는 조선시대 1588년데 만들어진 첟동시루이다. 2018년 6월 21일 경상남도의 유형문화재 제627호로 지정되었다.

## 개요
고성 옥천사 청동시루는 몸통에 남아 있는 명문을 통해 1588년 제작되었다는 사실을 알 수 있다.
또한 제작한 장소와 서눌, 도성, 청계 등 주성에 관여했던 화주(化主), 건륭 21년(1756)과 옹정 12년(1734)의 개보수 기록, 시루의 무게 등을 알 수 있는 중요한 조선시대 불교 공예품이며 청동시루의 문화재적 가치뿐만 아니라 당시 옥천사의 사세(寺勢) 및 사찰의 경제 등을 짐작할 수 있는 귀중한 자료이다.

## 참고 문헌
- 고성 옥천사 청동시루 - 국가유산청 국가유산포털